# ایوانو-فرانکیفسک

ایوانو-فرانکیفسک (به اوکراینی: Івано-Франківськ) نام قدیم استانیسلاووف شهری در استان ایوانو-فرانکیفسک در کشور اوکراین واقع شده‌است. جمعیت این شهر ۲۳۷,۸۵۵ نفر (۲۰۲۱ تخمینی)است.

## شهرهای خواهرخوانده
- آرلینگتون، ویرجینیا - ایالات متحده
- ولیکی نووگورود - روسیه
- بایا ماره - رومانی
- ژشوف - لهستان
- زانوف - لهستان
- ژلونا گورا - لهستان
- سرپوخوف - روسیi
- ربنیک - لهستان
- سورگوت - روسیه
- توماشوف مازوویتسکی - لهستان
- برست - بلاروس
- نیردی‌هازا - مجارستان
- اوپوله - لهستان
- ترگوویشته - رومانی
- اوخوتا, ورشو - لهستان
- اورادئا - رومانی
- تراکای - لیتوانی
- یلگاوا - لتونی
- شویدنگتسا - لهستان
- لوبلین - لهستان
- کشالین - لهستان
- شهرستان نووا سول - لهستان
- پرژرو - جمهوری چک